# Eparchia krzyworoska
Eparchia krzyworoska – jedna z eparchii Ukraińskiego Kościoła Prawosławnego Patriarchatu Moskiewskiego, z siedzibą w Krzywym Rogu. Jej obecnym ordynariuszem jest arcybiskup krzyworoski i nikopolski Efrem (Kycaj), zaś funkcję katedry pełni sobór Przemienienia Pańskiego w Krzywym Rogu.

Eparchia krzyworoska na tle podziału administracyjnego UKP PM

Eparchia powstała w 1996 i obejmuje struktury Ukraińskiego Kościoła Prawosławnego Patriarchatu Moskiewskiego na terenie dwunastu rejonów obwodu dniepropetrowskiego położonych na prawym brzegu Dniepru oraz znajdujące się na tymże obszarze miasta wydzielone: Żółte Wody, Pokrow, Wilnohirsk i Marganiec. W momencie utworzenia eparchia liczyła 85 parafii (33 w miastach i 52 na terenach wiejskich), obsługiwanych przez 92 kapłanów. Według danych z 2007 prowadziła 224 placówki duszpasterskie (80 w miastach, 144 na wsi), w których służyło 202 duchownych. Od momentu powstania jej ordynariuszem jest Efrem (Kycaj), początkowo jako biskup, następnie arcybiskup.
W eparchii działają dwa monastery: męski monaster św. Włodzimierza w Krzywym Rogu oraz żeński monaster Opieki Matki Bożej w Krzywym Rogu.